# Río Caguán
Der Río Caguán ist ein ca. 670 km langer linker Nebenfluss des Río Caquetá im Süden von Kolumbien.

## Flusslauf
Der Río Caguán entspringt im Süden der Cordillera Oriental, 255 km südsüdwestlich der Hauptstadt Bogotá auf einer Höhe von etwa 2800 m. Er fließt anfangs 30 km in ostsüdöstlicher Richtung durch das Gebirge. Anschließend wendet sich der Fluss 30 km nach Süden, bevor er in östlicher Richtung einen Höhenzug durchschneidet. Danach fließt er 10 km nach Norden, um erneut einen Höhenzug in östlicher Richtung zu durchschneiden. Bei Flusskilometer 570 trifft der Río Pato von links auf den Río Caquetá. Dieser wendet sich nun nach Süden, durchbricht noch einen letzten Höhenzug und verlässt das Gebirge. Er durchfließt nun das Amazonastiefland am Fuße der Kordilleren in südlicher Richtung, wobei er zahlreiche Flussschlingen ausbildet. Bei Flusskilometer 530 liegt die Stadt San Vicente del Caguán am rechten Flussufer. Bei Flusskilometer 400 mündet der Río Guayas von rechts in den Fluss. 10 Kilometer flussabwärts befindet sich die Stadt Cartagena del Chairá am rechten Flussufer. Bei Flusskilometer 205 trifft der Río Sunsiya rechtsseitig auf den Fluss. Dieser schlängelt sich in südöstlicher Richtung durch den Urwald. Auf den letzten 100 Kilometern wendet sich der Río Caguán erneut nach Süden und mündet schließlich auf einer Höhe von etwa 220 m in den nach Osten strömenden Río Caquetá, der im Unterlauf in Brasilien den Namen Rio Japurá trägt und in den Amazonas mündet. Der gesamte Flusslauf des Río Caguán liegt innerhalb des Departamento del Caquetá. 

## Hydrologie und Einzugsgebiet
Das Einzugsgebiet des Río Caguán umfasst 14.530 km². Der mittlere Abfluss liegt bei 1090 m³/s.